# Vacanța cea mare
Vacanța cea mare este un film românesc din 1988 regizat de Andrei Blaier. Rolurile principale au fost interpretate de actorii Tamara Crețulescu, Marcel Iureș.

## Distribuție
Distribuția filmului este alcătuită din:
- Niculae Luchian Botez
- Dorin Andone
- Dan Puric
- Medeea Marinescu
- Maia Indrieș — Doamna Rotaru
- Zoe Albani
- Corina Constantinescu
- Cristian Rotaru
- Vasile Mentzel
- Virgil Andriescu — Bebe
- Răzvan Vasilescu
- Victor Odilo Cimbru — Bătrânul Neagu
- Dorina Lazăr — Sora lui Radu
- Elena Pop
- Obren Păunovici
- Emilia Dobrin
- Tamara Crețulescu — Irina
- Valentin Mihail — Bratu
- Doru Ana
- Nicolae Secăreanu
- Luminița Stoianovici
- Alexandru Hasnaș
- Marcel Iureș — Radu
- Ilie Gheorghe
- Aristița Diamandi
- Vasile Grădinaru — Rotaru

## Primire
Filmul a fost vizionat de 830.971 de spectatori în cinematografele din România, după cum atestă o situație a numărului de spectatori înregistrat de filmele românești de la data premierei și până la data de 31 decembrie 2014 alcătuită de Centrul Național al Cinematografiei.